# Education Endowment Foundation
L' Education Endowment Foundation (EEF) és una organització benèfica creada el 2011 per millorar el rendiment educatiu dels alumnes més pobres de les escoles angleses. Té com a objectiu donar suport als professors i líders sèniors proporcionant recursos basats en evidències dissenyats per millorar la pràctica i impulsar l'aprenentatge.
Des de la seva creació, l'EEF es va convertir en el principal finançador de la recerca escolar a Anglaterra.

## Història
L'Education Endowment Foundation (EEF) va ser fundada l'any 2011 per l'organització sense ànim de lucre Sutton Trust, en col·laboració amb Impetus Trust, amb una subvenció fundacional de 125 milions de lliures del Departament d'Educació del Govern del Regne Unit.
L'EEF es va iniciar el novembre de 2010, quan el llavors secretari d'Estat d'Educació, Michael Gove, va anunciar un pla per establir una fundació de dotació educativa destinada a ajudar a elevar els estàndards a les escoles amb complexitat, inspirada en la iniciativa Race to the Top de l'administració Obama als EUA.
L'EEF es va llançar formalment el juliol de 2011, i el president Sir Peter Lampl va declarar que el seu objectiu seria "desenvolupar iniciatives per augmentar el rendiment dels alumnes més pobres a les escoles més difícils". L'EEF va prendre el relleu del Sutton Trust en el desenvolupament del Teaching and Learning Toolkit, i Sir Kevan Collins, antic director executiu del districte londinenc de Tower Hamlets, va ser nomenat primer director executiu de l'organització.
El 2012, el Departament d'Educació va atorgar a l'EEF 10 milions de lliures addicionals per identificar i avaluar intervencions d'alt potencial destinades a millorar l'alfabetització dels nens de 10 i 11 anys en la transició de l'escola primària a la secundària.
L'octubre de 2019, es va anunciar que la professora Becky Francis substituiria Sir Kevan Collins com a directora executiva de l'EEF.

## Activitats

### Kit d'eines d'ensenyament i aprenentatge
El kit d'aprenentatge Sutton Trust-EEF Teaching and Learning Toolkit es va desenvolupar a partir del "Pupil Premium Toolkit" encarregat pel Sutton Trust i produït per la Universitat de Durham el 2011. El Toolkit resumeix les conclusions de més de 13.000 assaigs d'arreu del món.

### Projectes
A la tardor de 2012, l'EEF va anunciar les proves dels seus primers quatre projectes finançats amb subvencions. Des del 2012, l'EEF ha finançat un total de 145 projectes en què participen 9.400 escoles, llars d'infants i universitats.
El 2014, l'EEF va publicar la seva primera avaluació independent de projectes. Des de llavors, s'han publicat més de 80 avaluacions, la majoria dissenyades com a proves controlades aleatòries. L'EEF ha encarregat més del 10% de totes les proves sobre educació de tot el món.

### Base de dades de famílies de centres educatius
La base de dades EEF Families of Schools, llançada el 2015, és una eina interactiva que agrupa les escoles en famílies de 50 en funció de factors com ara el rendiment previ, el percentatge d'alumnes susceptibles de rebre una beca-menjadors i el nombre de nens amb anglès com a llengua addicional. L'assoliment dels alumnes en una sèrie de mesures es pot comparar després amb escoles similars.
Permet a les escoles entendre la mida i la naturalesa de la seva bretxa de rendiment en relació amb altres institucions similars i proporciona nova informació, amb l'objectiu d'ajudar les escoles a aprendre de l'escola amb millor rendiment de cada centre.

### Primers anys
L'any 2014, l'EEF va ampliar les seves competències per incloure els primers anys, amb l'objectiu de comprendre millor com donar suport a l'aprenentatge dels nens de 3 a 4 anys, en particular els que poden rebre àpats escolars gratuïts.
L'EEF va llançar l'any 2015 el kit d'eines per a la primera edat, (Early Years Toolkit) que té com a objectiu proporcionar orientació als professors d'infantil sobre com utilitzar els seus recursos per millorar l'aprenentatge dels nens d'entorns més complexos. El conjunt d'eines cobreix 12 temes i resumeix la recerca de 1.600 estudis.

### Xarxa d'escoles de recerca
La Xarxa d'escoles de recerca és una col·laboració entre l'EEF i l'Institut per a l'Educació Eficaç (IEE, per les seves sigles en anglès, Institute for Effective Education) per crear una xarxa d'escoles per donar suport a l'ús de l'evidència per millorar la pràctica docent.
Les escoles de recerca actuen com a eixos regionals de la xarxa. Mitjançant la xarxa, intenten compartir el que saben sobre la posada en pràctica de la investigació i donen suport a les escoles perquè facin un millor ús de l'evidència per informar el seu ensenyament i aprenentatge.
Iniciada el 2016, la Xarxa estava formada inicialment per 11 escoles. El 2017, la secretària d'Educació, Justine Greening, va anunciar plans per establir 12 noves escoles de recerca a les "àrees d'oportunitat" del govern, identificades com a "punts freds" de mobilitat social, zones amb poca mobilitat social i escoles que s'enfronten a reptes.
Actualment la Xarxa compta amb 32 escoles.

### Col·laboracions internacionals
El 2014, l'EEF va començar a treballar amb els sistemes escolars d'Austràlia per desenvolupar una versió australiana del Teaching and Learning Toolkit, agafant la base d'evidència global que sustenta el Toolkit i contextualitzant-lo amb exemples recents d'investigació local per millorar la seva rellevància per als professors australians.
El 2017 també es va presentar el projecte Education Scotland, que ha donat lloc al desenvolupament d'una versió escocesa del Toolkit per reforçar l'ús de l'evidència que sustenta el Scottish Attainment Challenge.
El juliol de 2017, l'EEF va entrar en una nova associació a Amèrica Llatina i el Carib amb SUMMA (el Laboratori de Recerca i Innovació Educativa per a Amèrica Llatina i el Carib).